# Styringomyia phallosomica
Styringomyia phallosomica är en tvåvingeart som beskrevs av Alexander 1964. Styringomyia phallosomica ingår i släktet Styringomyia och familjen småharkrankar. Inga underarter finns listade i Catalogue of Life.